# 5666 Rabelais
5666 Rabelais è un asteroide della fascia principale. Scoperto nel 1982, presenta un'orbita caratterizzata da un semiasse maggiore pari a 2,4841676 UA e da un'eccentricità di 0,1222958, inclinata di 3,40169° rispetto all'eclittica.